# Time to Kill
Time to Kill utgavs 1999 och är den svenska singer-songwritern Sophie Zelmanis tredje studioalbum. Det är uppföljaren till Precious Burden från 1998. Albumet hamnade på 11:e plats på den svenska albumlistan. Det finns en japansk utgåva med bonuslåten Most Inconvenient Time och datormaterial i form av bland annat musikvideon till titelspåret Time to Kill.
Låtarna Nostalgia, Happier Man och Time to Kill släpptes som singlar senare samma år.

## Låtlista
Alla låtar är skrivna av Sophie Zelmani, utom Losing You (Lars Halapi), och arrangerade av producenten Lars Halapi.
1. My – 3:03
2. Losing You – 3:27
3. Nostalgia – 3:56
4. Time to Kill – 3:18
5. Why – 4:33
6. Happier Man – 4:25
7. Dreamer – 4:29
8. On Your Way – 2:17
9. I Don't Know – 4:47
10. Gone So Long – 3:03
11. Fire – 5:11

Bonuslåt på den japanska utgåvan:
1. Most Inconvenient Time – 3:29

## Singlar från albumet
- Nostalgia (1999, CD)
- Happier Man (1999, CD)
- Time to Kill (1999, CD – Promo)

## Listplaceringar
| Lista (1999) | Topplacering |
| ------------ | ------------ |
| Sverige      | 11           |